# Batizfalvy Sámuel
Batizfalvy Sámuel  (Rimaszombat, 1826. augusztus 26. – Budapest, 1904. november 6.) orvos, az ortopédia egyik első magyarországi művelője, a Magyar Tudományos Akadémia levelező tagja (1868). Batizfalvy István író öccse.

## Életpályája
Gimnáziumait Osgyánban és Rozsnyón végezte, majd a Lőcsei Egyetemen bölcsészet hallgatott és apja kívánsága szerint evangélikus teológiát is kijárta. 1848-49-ben rész vett a forradalom és szabadságharcban. 1849-ben lépett orvosi pályára és először 1855-ben orvostudorrá, majd júliusban sebésztudorrá avatták. 1854-ben a Rókus-kórház segédorvosa, majd 1855 és 1858 között az orvosi egyetem sebészi kórházánál tanszéki segéd lett Balassa János mellett. 1856-ban szülész orvosi képesítés nyert. még ezen a nyáron külföldi tanulmányutat tett melynek során meglátogatta a német, francia, angol, belgiumi és hollandi egyetemeket és tudományos intézeteket. 1859-ben megalapította Sebészi és ortopédiai magán gyógyintézetét a pesti Király utcában (93. szám).  Batizfalvy „testegyenészeti” (ortopédiai) intézet hiánypótló volt Magyarországon, hiszen addig egy sem volt, csupán Ausztriában működött egy. Egészen 1872-ig működött itt az intézet, amikor is átköltözött a Városligetbe, a Weber Antal által tervezett épületbe.
Az intézet falai között Szemere Bertalan (1865), és 1879-es agyvérzése után Tóth Kálmán is kezeltette magát.

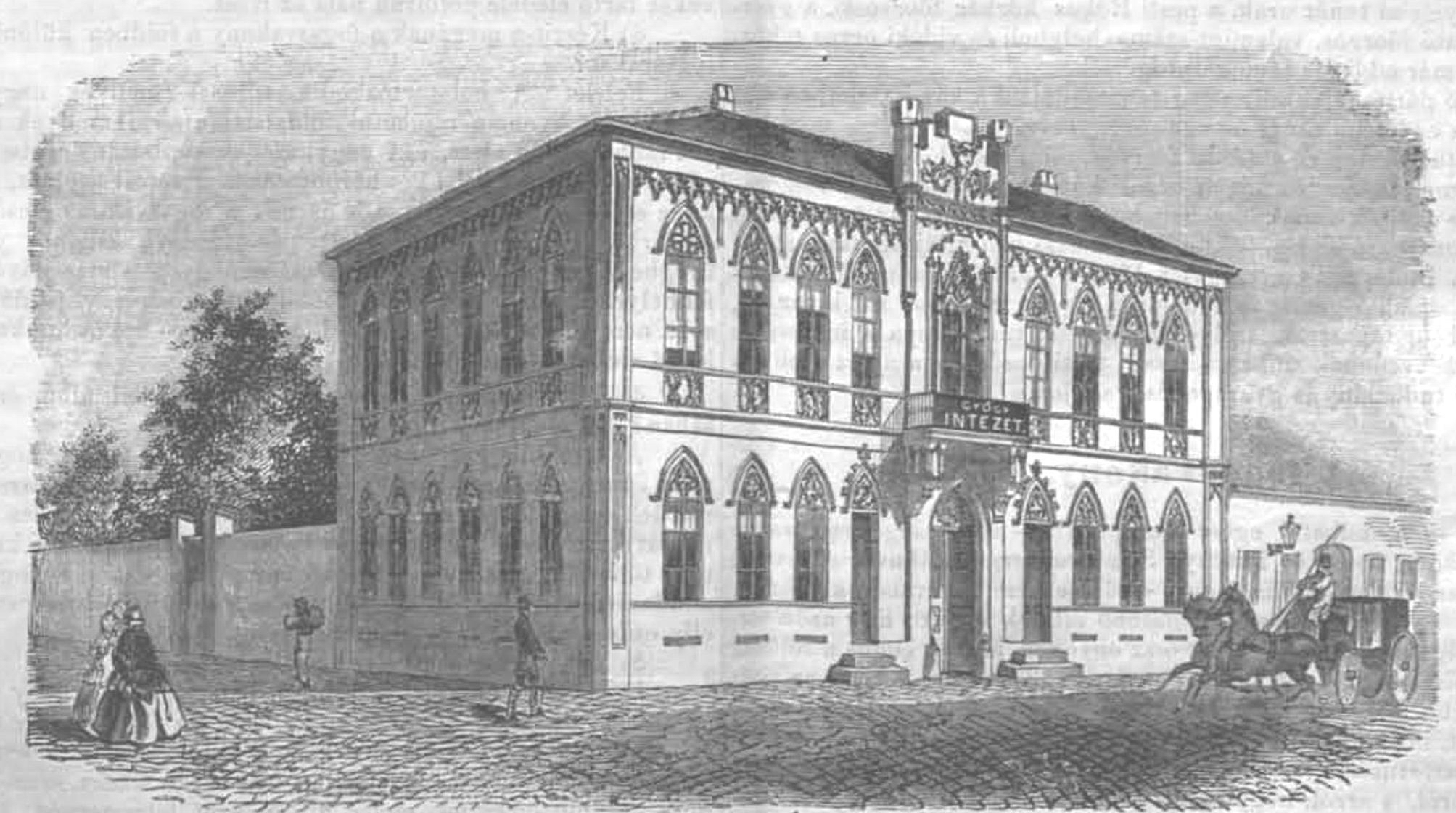
A király utcai épület

A Magyar Tudományos Akadémia 1868. március 18-án levelező tagjai sorába választotta, székfoglaló beszédét 1869. február 8-án tartotta , A testegyenészet (orthopoedia) újabb haladása s tudományos állása napjainkban, három kiválóbb keresettel fölvilágosítva." címmel.
Felesége Meskó Malvin volt( meghalt 1920. november 11-én), egyetlen fiuk, az orvostanhallgató Béla, 1884 januárjában pisztollyal vetett véget életének.
Batizfalvy Sámuel 1904-ben halt meg, holttestét a Kerepesi temetőben helyezték örök nyugalomra.

## Főbb művei
Kisebb munkálatai a következő hírlapokban és folyóiratokban jelentek meg: Pesti Napló (1852-53., hazai fürdőintézeteinkről tárcacikkek), Vasárnapi Ujság (1855-1861.), Sárosy Albuma (1857. gr. Nádasdy Tamás életrajza), Magyar Sajtó (1857. 20. sz.), Gyógyászat, Orvosi Hetilap, Gyógyszerészeti Hetilap, Ung. Med. Chir. Presse (megindulásuk óta évről-évre több szaktudományos cikke jelent meg); a magyar orvosok és természetvizsgálók Munkálataiban 1863 óta minden évfolyamban megjelent értekezése.

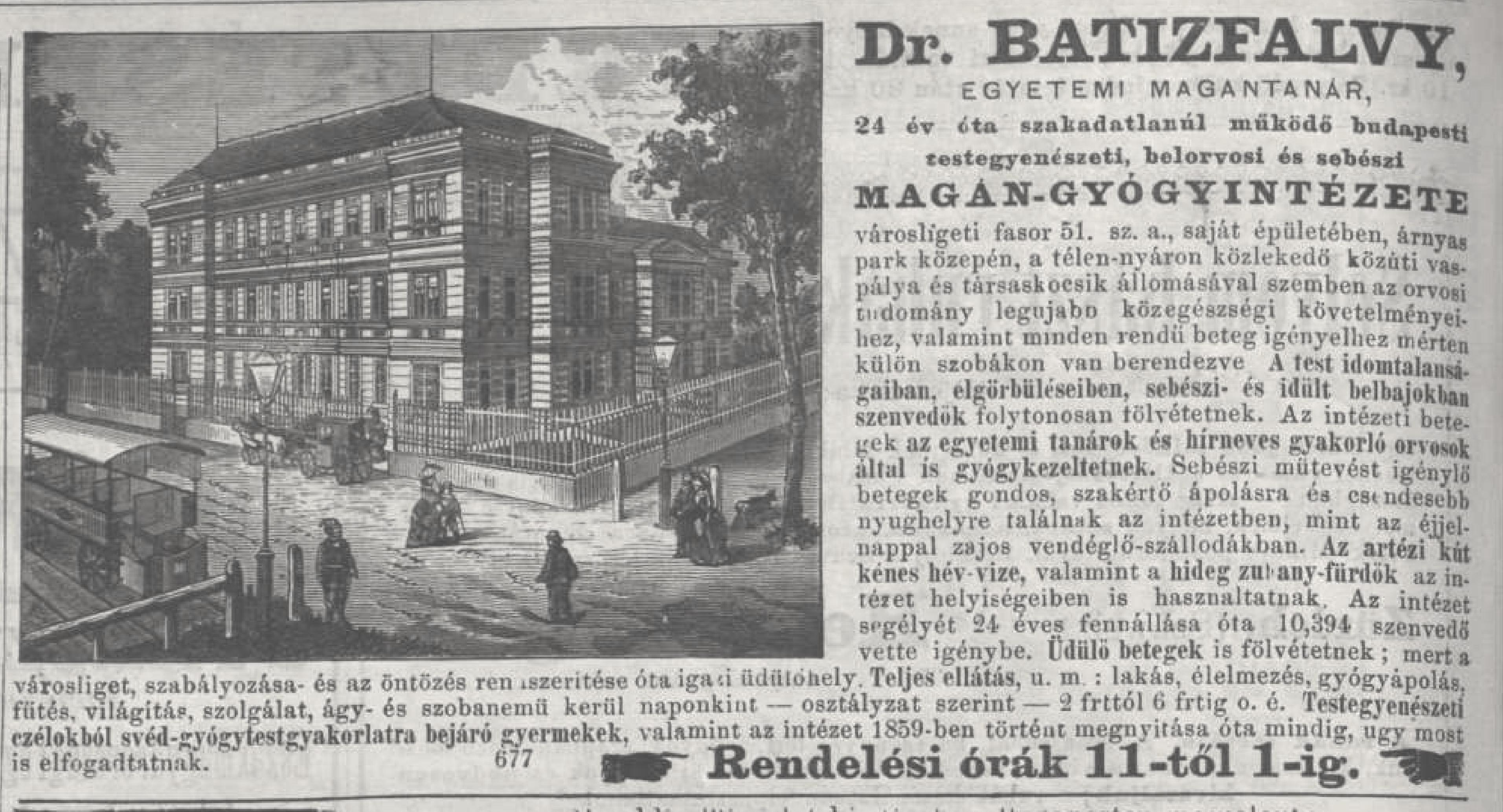
A fasori épület

- Utasítás a madarak, emlősök, hüllők és halak kitömése és fenntartására. Pest, 1853.
- Növénytan, vagy a növénygyűjtés szárításnak egyszerű módja Pluskal F. után. Pest, 1853.
- Házi gyógytestgyakorlat. Pest, 1857.
- A budapesti sebészi s orthopaediai magángyógyintézet I-VII. évi működésének eredménye. Pest, 1860-66. (A többi a Gyógyászatban jelent meg és különnyomatban.)
- Gyakorlati testegyenészet. Pest. 1867.
- A testegyenészet (orthophaedia) újabb haladása és tudományos állása napjainkban : három kiválóbb kóresettel fölvilágosítva. Pest, 1869.
- A gerinczoldal-görnye kóroktanaPest, 1873.
- A városligeti ártézikút orvosi méltatása. Budapest, 1879. (Különnyomat a m. orvosok és term. XX. nagygyűlésének Munkálataiból.)
- Emlékbeszéd dr. muraközi Rózsay József felett. Uo. 1889. (Emlékbeszédek V. 10.)

Szerkesztette dr. Rózsay Józseffel az orvosok és term. Munkálatait a XII. nagygyűlésről (Rimaszombat, 1868.)
Emlékbeszédet tartott Horváth György tudor fölött a budapesti orvosi kör 1875. ápr. 24. ülésén.

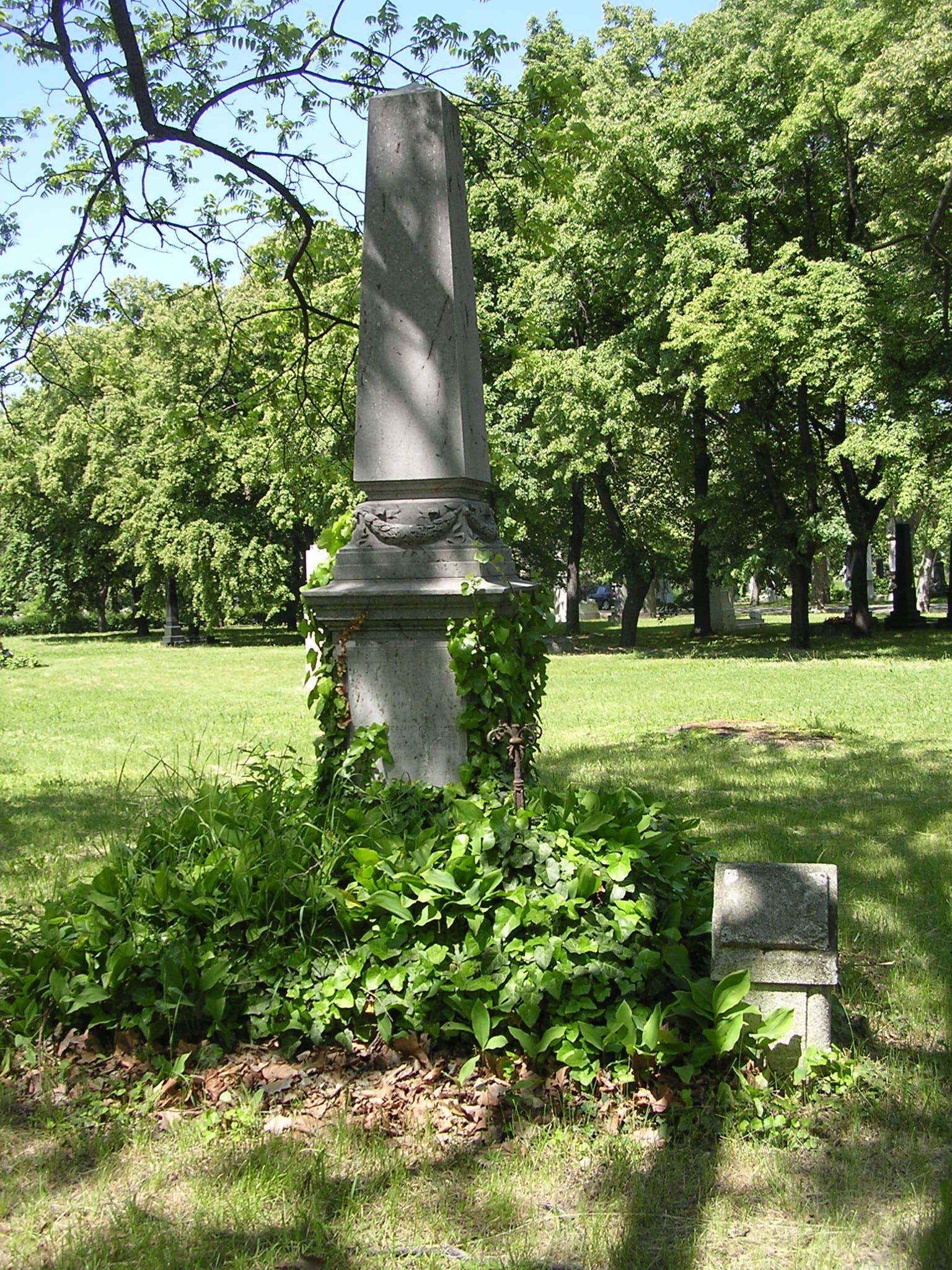
Sírja a Fiumei úti sírkertben